# Parves

Parves este o comună în departamentul Ain din estul Franței.